# Centre commun de recherche
Pour les articles homonymes, voir CCR et JCR.
Le Centre commun de recherche ou CCR, anciennement Centre commun de recherche nucléaire jusqu'en 1971, est une direction générale de la Commission européenne et un laboratoire de recherche scientifique et technique. Elle a été créée dans le but d'apporter les conseils scientifiques et le savoir-faire technique nécessaires pour soutenir les orientations politiques choisies par l'Union. Son actuelle commissaire européenne est Ekaterina Zakharieva depuis 2024.

## Historique
Le Centre commun de recherche provient du Traité instituant la Communauté européenne de l'énergie atomique (Euratom), qui crée en 1957 par son article 8 le Centre commun de recherche nucléaire (CCRN). L'article 9 définit les missions du CCRN, qui portent sur la recherche et le développement de méthodes de prospection minière, de production des matériaux nucléaires, du traitement des combustibles irradiés, du génie atomique, de la protection sanitaire et de la production de radioéléments.

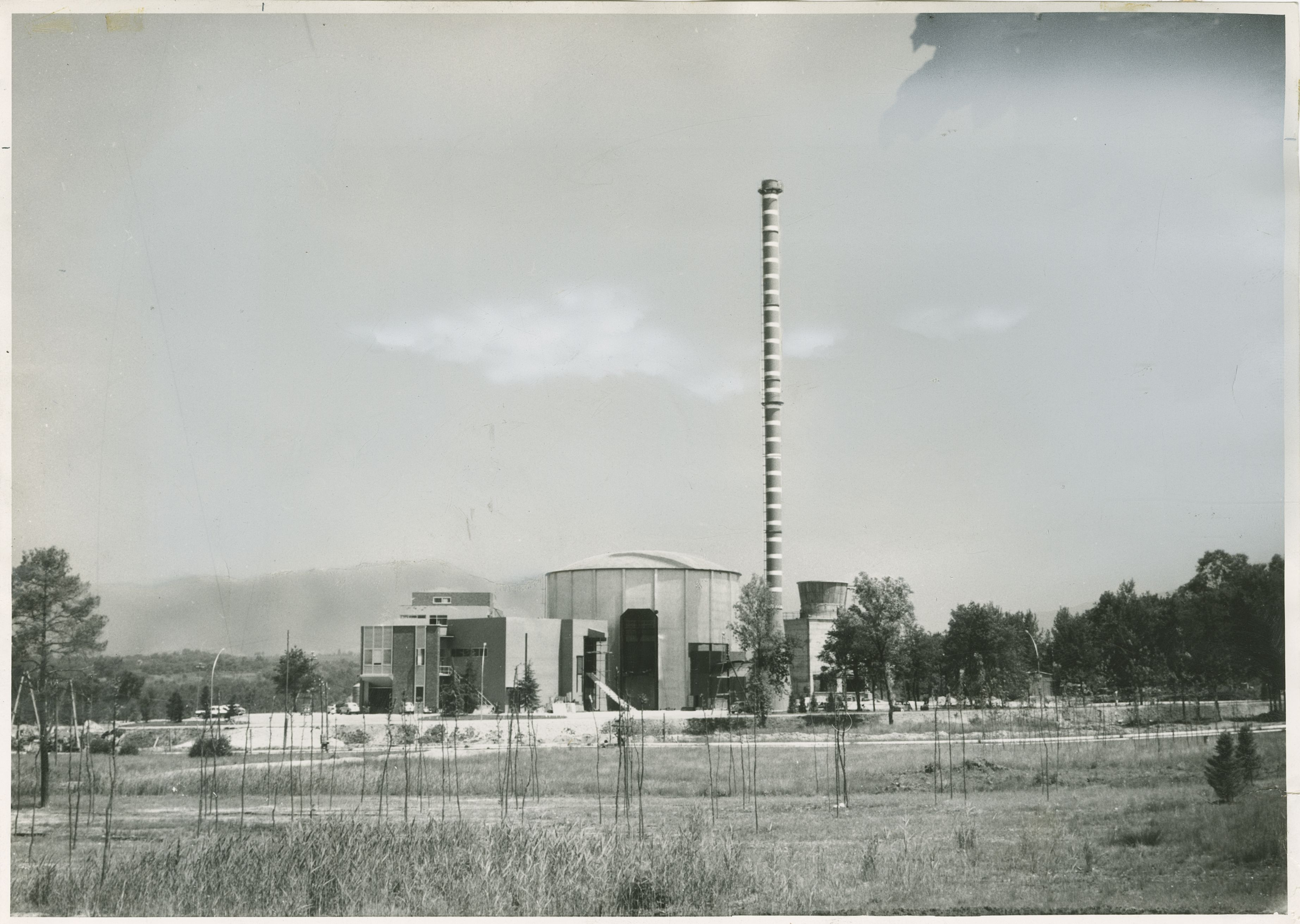
Le réacteur, transféré au CCRN en 1963.

Les instituts de recherche ont été construits au début des années 1960. En 1963, le CCRN se compose nouvellement d'un établissement à Ispra en Italie et du Bureau central des mesures nucléaires (CBNM) à Geel en Belgique. Puis en 1965, sont fondés l'Institut des transuraniens à Eggenstein-Leopoldshafen près de Karlsruhe en Allemagne de l'Ouest et l'Institut des matériaux avancés de Petten aux Pays-Bas.
Les activités de recherche du CCRN ayant été définies par le traité Euratom, les quatre instituts de recherche avaient pour activité de développer et d'améliorer les réacteurs nucléaires. Au début des années 1960, le programme Orgel est lancé dans le but de développer un réacteur nucléaire dans lequel le fluide caloporteur serait un liquide organique et le modérateur de neutrons l'eau lourde. Les réacteurs expérimentaux ECO (Expérience Critique Orgel), puis ESSOR (Essai Orgel) sont construits à Ispra. Le projet est finalement stoppé par la Commission en 1969.

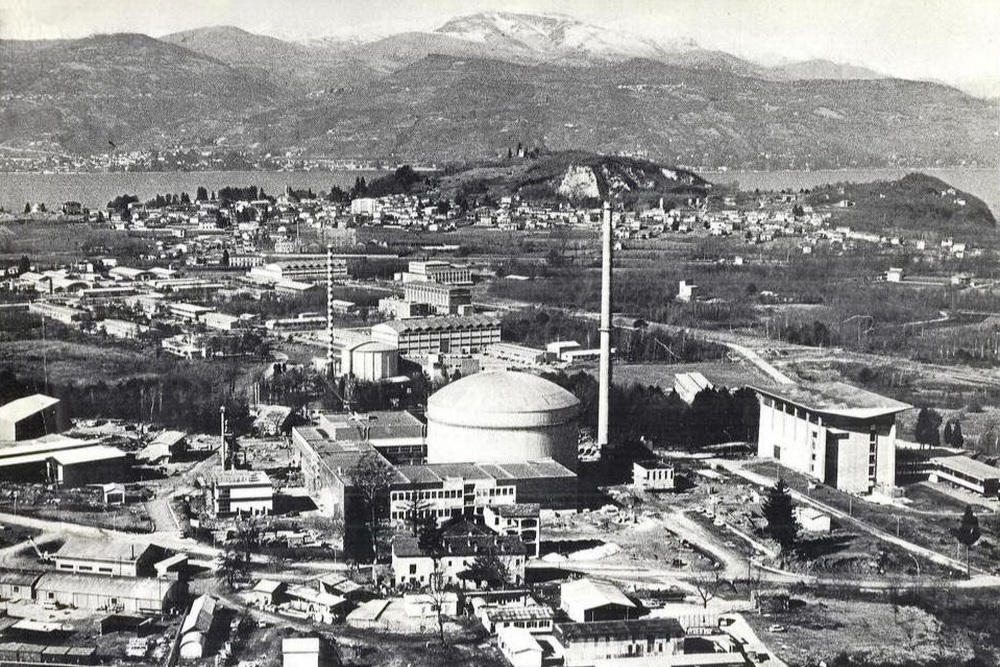
Au premier plan au centre, le réacteur ESSOR ; à droite, ECO. Au second plan Ispra-1.

Des fonds d'Euratom étaient également disponibles pour soutenir la recherche nucléaire dans les États membres, y compris la coopération industrielle. Cela a offert au CCRN un large éventail d'opportunités de coopération avec l'industrie, ainsi que des échanges facilités avec les centres de recherche nationaux. Cette période a toutefois pris fin à la fin des années 1960. La coopération industrielle et mondiale n'était plus bien accueillie par tous les états membres. La crise est devenue évidente lorsque le Conseil de l'Euratom n'a pas pu s'entendre sur un nouveau programme de travail après 1967.
Les discussions ont abouti à une diversification dans des domaines non nucléaires. Ainsi en 1971, le retrait de l'adjectif « nucléaire » dans l'acronyme traduisait une volonté de diversification dans d'autres domaines de la recherche scientifique, bien que le CCR gardât sa dénomination dans les documents officielles jusqu'en 1985. La recherche sur l'énergie solaire a notamment conduit à la création en 1981 de la plus grande installation d'essai d'Europe (European Solar Test Installation, ESTI).
Entre les années 1970 et 1990, plusieurs amendements ont été décidés par la Commission sur l'organisation du CCR : 1974, par lequel le siège a été transféré d'Ispra à Bruxelles ; 1975 ; 1982 par lequel le CCR a été rattaché à la direction générale de la science, de la recherche et du développement créée en 1981, et 1984
En 1985, une nouvelle réorganisation institutionnelle a été effectuée. La mention « nucléaire » a officiellement disparu de la dénomination du centre. Divers amendements ont également été apportés : 1993 ; 1994 et 1996, par lequel le CCR devient une direction générale autonome de la Commission.
En septembre 1994, l'Institut de prospective technologique de Séville a rejoint le CCR, puis l'Institut pour la santé et la protection des consommateurs (IHCP) d'Ispra a été établi en 1998. En 2001, à Ispra, l'Institut de l'environnement et une partie de l'Institut des applications spatiales (IAS) ont fusionné, donnant naissance à l'Institut de l'environnement et du développement durable (IES). Enfin cette même année, l'Institut des Systèmes, de l'Informatique et de la Sûreté a fusionné avec l'autre moitié de l'IAS, formant l'Institut pour la santé et la protection des consommateurs (IHCP).

## Sites
| \| Geel Petten Karlsruhe Ispra Séville \| Localisation des centres. |
| Geel Petten Karlsruhe Ispra Séville                                 |

Les sept instituts du Centre commun de recherche sont :
- Institut des matériaux de référence et des mesures (en) (IRMM, Institute for Reference Materials and Measurements) situé à Geel en Belgique ;
- Institut de l'énergie et des transports (en) (IET, Institute for Energy and Transport) situé à Petten aux Pays-Bas ;
- Institut des transuraniens (en) (ITU, Institute for Transuranium Elements) situé à Eggenstein-Leopoldshafen, près de Karlsruhe en Allemagne ;
- Institut pour la protection et la sécurité des citoyens (IPSC, Institute for the Protection and the Security of the Citizen) situé à Ispra en Italie ;
- Institut pour la santé et la protection des consommateurs (en) (IHCP, Institute for Health and Consumer Protection) situé à Ispra en Italie ;
- Institut de l'environnement et du développement durable (en) (IES, Institute for Environment and Sustainability) situé à Ispra en Italie ;
- Institut de prospective technologique (en) (IPTS, Institute for Prospective Technological Studies) situé à Séville en Espagne.

## Mission
La mission du Centre commun de recherche est de fournir un soutien scientifique et technique à la conception, à l'élaboration, à la mise en œuvre et au suivi des politiques communautaires, en répondant à ses demandes. En tant que service de la Commission européenne, le Centre commun de recherche joue pour l'union le rôle de centre de référence en matière de science et de technologie. Proche du processus d'élaboration des politiques, il sert l'intérêt commun des États membres tout en étant indépendant des intérêts particuliers, privés ou nationaux.

## Directeurs généraux

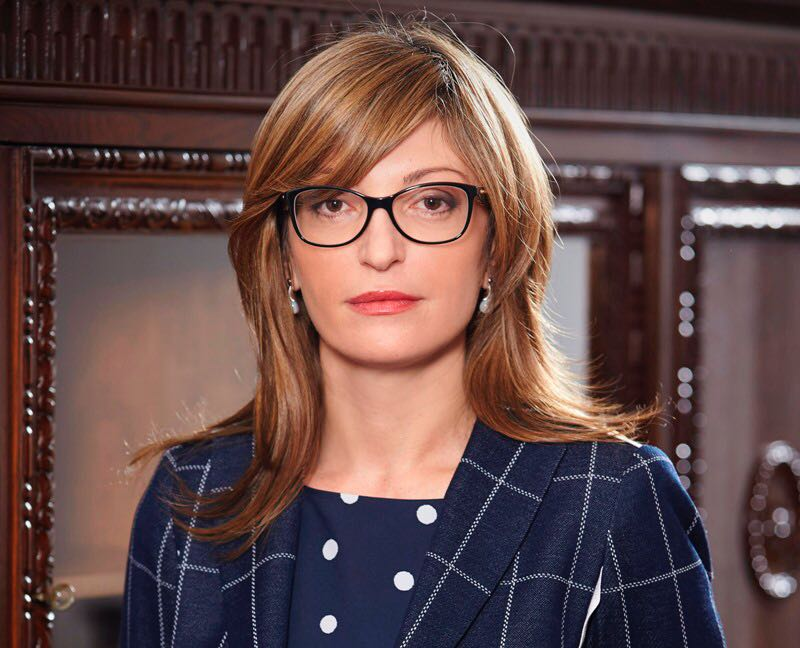
Ekaterina Zakharieva, actuelle commissaire à la Recherche.

Le centre est dépendant du Commissaire européen à la Recherche, dont le titulaire actuel est Ekaterina Zakharieva.
Historiquement, la direction générale de la Commission européenne chargée de la Science, de la Recherche et du Développement (DG XII) disposait d'un directeur général adjoint spécifiquement responsable et ainsi DG du CCR, jusqu'en 1996 où elle devient une DG distincte.
- 1982–1986 : Jean-Albert Dinkespiler (en)[2]
- 1986–1997 : Jean-Pierre Contzen[3]
- 1998–2000 : Herbert Allgeier[4],[5]
- 2000–2004 : Barry McSweeney (en)[6]
- 2004–2010 : Roland Schenkel (en)
- 2010–2013 : Dominique Ristori[7],[6]
- 2014–2019 : Vladimír Šucha[8]
- 2020–2024 : Stephen Ques[9]
- depuis 2024 : Bernard Magenhann[10]

## Compléments